# Friberga
Friberga är en bebyggelse strax sydväst om Järlåsa i Skogs-Tibble socken i Uppsala kommun, Uppsala län. SCB avgränsar här sedan 2020 en småort.